# 恐蚁属
恐蚁属（学名：Dinomyrmex）属于蚁科蚁亚科弓背蚁族，该属为单型属，只有巨人恐蚁（Dinomyrmex gigas）这一个物种以及它的一个亚种。巨人恐蚁是一种巨型蚂蚁，原产于东南亚森林。它是现存最大的蚂蚁之一，小型工蚁体长20.9 mm（0.82英寸）、大型工蚁28.1 mm（1.11英寸）。该物种主要以蜜露为食，但偶尔也会吃肉。

## 描述

### 分类
巨人恐蚁又称巨人弓背蚁，曾是弓背蚁属的成员，但后来被升级成为独立属，目前属于该属的唯一一种。
酋长弓背蚁（学名：Camponotus cacicus）也曾属于恐蚁属，但后来被重新分配到了弓背蚁属。

### 群落
成熟群落的种群数量在7000只工蚁左右，它们在巢穴中的分布并不均匀。工蚁主要分成两类，一类为老年工蚁，它们会在夜间时出去觅食。还有一类是新生工蚁，它们主要负责巢穴内部的工作，比如照顾幼虫和蚁后以及巢穴建设。

## 分布地区
该物种分布于苏门答腊、新加坡、马来西亚、婆罗洲至泰国的东南亚雨林。

## 下属亚种
该物种包括以下亚种：
- 巨人恐蚁婆罗洲亚种 Dinomyrmex gigas borneensis (Emery, 1887) 又称黄腿亚种 [1][3]

## 唾液
众所周知，蚂蚁的唾液存在可以抑制微生物生长的化合物，这些唾液可以清理自己，也可以清理幼虫及卵，在某些蚂蚁物种（列如：马塔贝勒蚁）甚至可以用来清理受伤的断口处 ，而这么做的目的则是为了防止潜在的霉菌生长。

### 成分
因此，有必要确定巨人恐蚁唾液的抗氧化和抗菌活性以及鉴定其化合物。用正己烷、乙醇和甲醇依次提取该物种通过测定半数最大抑制浓度（IC50）值来评估抗氧化活性，而通过测定最低抑制浓度（MIC）来确定提取物的抗菌活性。结果表明，正己烷、乙醇和甲醇提取物的IC50值分别为336.18±0.0984、89.16±0.0219和90.72±0.0894μg/mL。乙醇提取物的AAI值最高（0.34，其次是甲基氮氧化物提取物（0.33）和正己烷提取物（0.09）。根据AAI val-ues，提取物被归类为中度抗氧化剂。乙醇和甲醇提取物对金黄色葡萄球菌的最佳MIC值为 625μg/mL，而所有提取物对大肠杆菌的 MIC值为 >625μg/mL。根据 MIC值，所有提取物对金黄色葡萄球菌和大肠杆菌均表现出较弱的活性。GC-MS 分析表明，乙醇提取物构建了多达 30种化合物。三种主要化合物是油酸乙酯（29.78%）、正十六烷酸（17.54%）和油酸（10.65%）。